# J. William Stokes

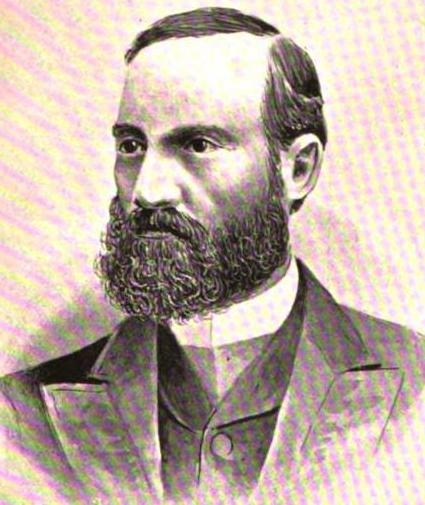
J. William Stokes

James William Stokes (* 12. Dezember 1853 bei Orangeburg, Orangeburg County, South Carolina; † 6. Juli 1901 ebenda) war ein US-amerikanischer Politiker. Zwischen 1895 und 1901 vertrat er den Bundesstaat South Carolina im US-Repräsentantenhaus.

## Werdegang
William Stokes besuchte die öffentlichen Schulen seiner Heimat und studierte danach bis 1876 an der Washington and Lee University in Lexington (Virginia). Anschließend arbeitete er zwölf Jahre lang als Lehrer, ehe er an der Vanderbilt University in Nashville (Tennessee) Medizin studierte. Seit 1889 war er auch in der Landwirtschaft tätig. Im Jahr 1890 wurde er Präsident der Farmervereinigung von South Carolina.
Politisch wurde Stokes Mitglied der Demokratischen Partei. 1890 wurde er in den Senat von South Carolina gewählt. Im Jahr 1892 war er Delegierter zur Democratic National Convention in Chicago, auf der Ex-Amtsinhaber Grover Cleveland erneut als Präsidentschaftskandidat nominiert wurde. Im selben Jahr bewarb sich Stokes erstmals erfolglos um einen Sitz im Kongress.
1894 wurde er dann im siebten Wahlbezirk von South Carolina in das US-Repräsentantenhaus in Washington, D.C. gewählt. Dort trat er am 4. März 1895 die Nachfolge von George W. Murray an. Das Wahlergebnis wurde aber angefochten. Nachdem diesem Einspruch stattgegeben worden war, wurde der Abgeordnetensitz am 1. Juni 1896 für vakant erklärt und Nachwahlen angesetzt. Diese Nachwahl gewann Stokes, der damit seinen alten Sitz im Repräsentantenhaus wieder einnehmen konnte. Da er bei allen folgenden regulären Wahlen bestätigt wurde, konnte er bis zu seinem Tod am 6. Juli 1901 im Kongress verbleiben. In diese Zeit fiel der Spanisch-Amerikanische Krieg. Damals kamen auch die Philippinen und das Königreich Hawaiʻi unter amerikanische Verwaltung. Nach Stokes’ Tod wurde Asbury Francis Lever zu seinem Nachfolger gewählt.